# José Paredes Jardiel
José Paredes Jardiel (Madrid, 1928 - Villajoyosa, Alicante, 2000) fue un pintor español.

## Biografía
Tras estudiar pasar por varias carreras, como derecho, arquitectura o medicina, estudió bellas artes en la Academia de San Fernando entre 1949 y 1953. Viajó a París (1953) y a Italia (1956) y al volver estudió decoración cinematográfica en la Escuela Oficial de Cine de Madrid. En sus primeros tiempos pintaba de manera informalista con reminiscencias cubistas, pero a partir de 1961 se pasó a la nueva figuración. En 1962 fue uno de los fundadores del grupo Hondo, que reaccionaba contra la abstracción total del arte. Participó en la exposición colectiva Eros y el Arte actual en España de la Galería Vandrès de Gloria Kirby y Fernando Vijande en 1970. Gran parte de sus pinturas se encuentran en el Museo Español de Arte Contemporáneo de Madrid. Murió en Villajoyosa (Alicante) en el 2000.

## Exposiciones
EXPOSICIONES COLECTIVAS
1951. «Arte Fantástico». Galería CLAN, Madrid. 1953. «FRANCE-AMERIQUE LATINE», París.
1955. Concurso YBARRA, Madrid. Premio de adquisición, BIENAL HISPANOAMERICANA, Barcelona.
1956. «5 Pintores», Galería CARPA, Madrid. Concurso CULTURA HISPÁNICA, Madrid. Segundo Premio Galería NORTESUR, Caracas. «5 Pintores», Galería CLAN, Madrid.
1957. II BIENAL DEL MEDITERRÁNEO, Alejandría. «5 Pintores», ATENEO de Barcelona. «6 Pintores», Colegio Mayor JIMÉNEZ DE CISNEROS, Madrid. Concurso DELEGACIÓN NACIONAL DE EDUCACIÓN, Madrid. Bolsa de Viaje a Italia.
1958. «20 AÑOS DE PINTURA ESPAÑOLA», Lisboa. Pabellón de España, «EXPOSITION UNIVERSELLE», Bruselas.
1959. V BIENAL DE SAO PAULO, Brasil. «4 Pintores», MUSEO DE ARTE MODERNO, Bilbao. «Dibujos y grabados del siglo XX», Galería DARRO, Madrid. «El bodegón y las nuevas experiencias», Galería DARRO, Madrid. «Inaugural», Galería SAN JORGE, Madrid. «Pintores contemporáneos», Galería NEBLÍ, Madrid.
1960. «5 Pintores», Galería VAYREDA, Barcelona. «Toros y toreros», Galería SAN JORGE, Madrid. «Selección Premio Neblí», Galena NEBLÍ, Madrid. «Selección Premio Biosca», Galena BIOSCA, Madrid. «Selección Premio Cauce», Galería MINERVA, Madrid. «Colectiva», ATENEO de Valladolid. «Colectiva», LICEO DEL CÍRCULO DE LA AMISTAD, Córdoba.
1961. «3 Pintores», Galería PRISMA, Madrid. BIENAL DE PARÍS, París. «El retrato español actual», CÍRCULO DE BELLAS ARTES, Madrid. «Desnudo y figura 1961», Galería FORTUNY, Madrid. «Contrastes de la Pintura Española», Galería LORCA, Madrid. «Colectiva», COLEGIATA de Santillana del Mar.
1962. Primera Exposición Grupo HONDO, Galería NEBLÍ, Madrid. «TENDENCIAS DE LA PINTURA ESPAÑOLA DE HOY», Tokio y USA.
1963. Segunda Exposición Grupo HONDO, Dirección General de BELLAS ARTES, Madrid. «ARTE ACTUAL DE ESPAÑA EN MÉJICO», México D.F. «XIII Premio LISSONE», Lissone (Italia). «Gráfica Española Contemporánea», Dirección General de BELLAS ARTES, Madrid. «Pájaros y flores», Galería SAN JORGE, Madrid. «ARTISTAS ESPAÑOLES CONTEMPORÁNEOS», AGORA-CLUB, Guipúzcoa.
1964. XXXII BIENAL DE VENECIA, Pabellón de España, NEW YORK WORD'S FAIR USA. «Pintura actual», Galería JUANA MORDO, Madrid.
1965. «Homenaje al Surrealismo», Galería GRISES, Bilbao. «Man'65», CERCLE D'ART SANT LLUCH, Barcelona. «Confrontación, 3 Pintores», Galería LA BUHARDA, Madrid. «De Goya a Mañana», Galería EDURNE, Madrid. BIENAL MAINICHI, Tokio. BIENAL DE SAO PAULO, Brasil. «XIV Premio ALISSONE», Lissone (Italia). «Atemativa Attuali II», L'Aquila, Italia. «Pintura Española», Galería D'ARCY, New York. «Forcus on drawings», ART GALLERY OF TORONTO, Canadá. «Opiniao'65», MUSEO DE ARTE MODERNO, Río de Janeiro. «P1NTURA-ESCULTURA-TAPICES», Castillo de Carlos V, Fuenterrabía. «Immagini degli anni'60», Galería DUEMONDI, Roma
1967. II BIENAL DE BOLOGNA: «II tempo dell'immagine».
1968. «MENSCHENBILDER», KUNSTHALLE, Darmstadt. «GRÁFICA SPAGNOLA», L'ARCO, Macerata (Italia). «GRÁFICA SPAGNOLA», SM-13, STUDIO D'ARTE MODERNA, Roma (Italia).
1969. «Art Espagnol d'Aujourd'hui», MUSEE RATH, Ginebra. «La Figura», Galería THEO, Madrid.
1971. «Eros y el Arte actual en España», Galería Vandrés, Madrid. «I Muestra de Artes Plásticas», Baracaldo.
1972. «Homenaje a Joseph Lluís Sert», Colegio de Arquitectos, Tenerife.
1974. «OTRA REALIDAD», Galería Heller, Madrid.
1975. «PINTURA FANTÁSTICA ESPAÑOLA». Invitado por el Ministerio de Asuntos Exteriores, exposición itinerante por Europa.
1976. «ARTEXPO 76», Barcelona. PALACIO DE LA LONJA, Zaragoza. Feria Intemacional'76, Basilea (Suiza). Galerías Punto y Vandrés.
1977. «PRIMER CERTAMEN INTERNACIONAL DE ARTES PLÁSTICAS», Museo Internacional de Arte Contemporáneo, Lanzarote.
1978. «Colectiva» en Galería Arts, Valencia. Es invitado por el Ministerio de Asuntos Exteriores español a participar en la exposición «EL REALISMO EN LA PINTURA ACTUAL ESPAÑOLA», a celebrar en el Museo Puskin de Moscú, exposición que no llegó a realizarse. «PINTURA ESPAÑOLA DEL SIGLO XX», Taiwán.
1981. «ART'81», Barcelona.
1984. «SEMANA DE CULTURA PARA LA PAZ», Galería F. Vijande, Madrid.
1985. PLÁSTICA VALENCIANA CONTEMPORÁNEA, Valencia-Madrid.
1987. «ARTISTAS PARA LA PAZ», Palacio de Cristal, Madrid. «ARTISTAS PARA LA PAZ», Castilla y León.
EXPOSICIONES PERSONALES
1951. Galería CLAN, Madrid.
1955. Galería CLAN, Madrid.
1957. Galería CLAN, Madrid.
1958. Galería DINTEL, Santander.
1959. Galería SERAL, Madrid.
1960. Sala PRADO, ATENEO de Madrid; Premio de la Crítica. Galería DINTEL, Santander.
1963. Galería DIARIO DE NOTICIAS, Lisboa.
1964. Sala SANTA CATALINA, ATENEO de Madrid.
1965. Galería EDURNE, Madrid. Galería GIRASOLE, Roma.
1966. Galería LATINA, Stockholm. Galería SEIQUER, Madrid.
1968. Galería MANZONI, Milano.
1969. Galería SEIQUER, Madrid.
1970. Galería CALATEA, Torino.
1972. Galería VANDRÉS, Madrid.
1977. Galería HELLDER, Madrid.
1978. Galería PUNTO, Valencia.
1979. Galería HELLER, Madrid. Galería ARRABAL, Callosa.
1980. Club de Golf «Don Cayo», Altea.
1983. Sala STEPHAN, Casino COSTA BLANCA, Villajoyosa (Alicante). Presentación CARPETA DE GRABADOS sobre poemas de RAFAEL ALBERTI, Aula de Cultura BERNAT DE SARRIA, Benidorm (Alicante).
1984. Presentación CARPETA DE GRABADOS sobre poemas de RAFAEL ALBERTI. CÍRCULO DE BELLAS ARTES, Madrid. Galería EL COLECCIONISTA, Madrid.
1985. AYUNTAMIENTO, Alfaz del Pi (Alicante).
1986. Galería ITALIA, Alicante. CASA DE CULTURA, Altea. Galería PUNTO, Valencia.